# Janice E. Voss
Janice Elaine Voss (Indiana, Estados Unidos, 8 de octubre de 1956-6 de febrero de 2012) fue una ingeniera estadounidense y astronauta de la NASA. Voló al espacio cinco veces, sosteniendo conjuntamente el récord de mujeres estadounidenses en ir al espacio. Murió el 6 de febrero de 2012 de cáncer de mama.

## Biografía

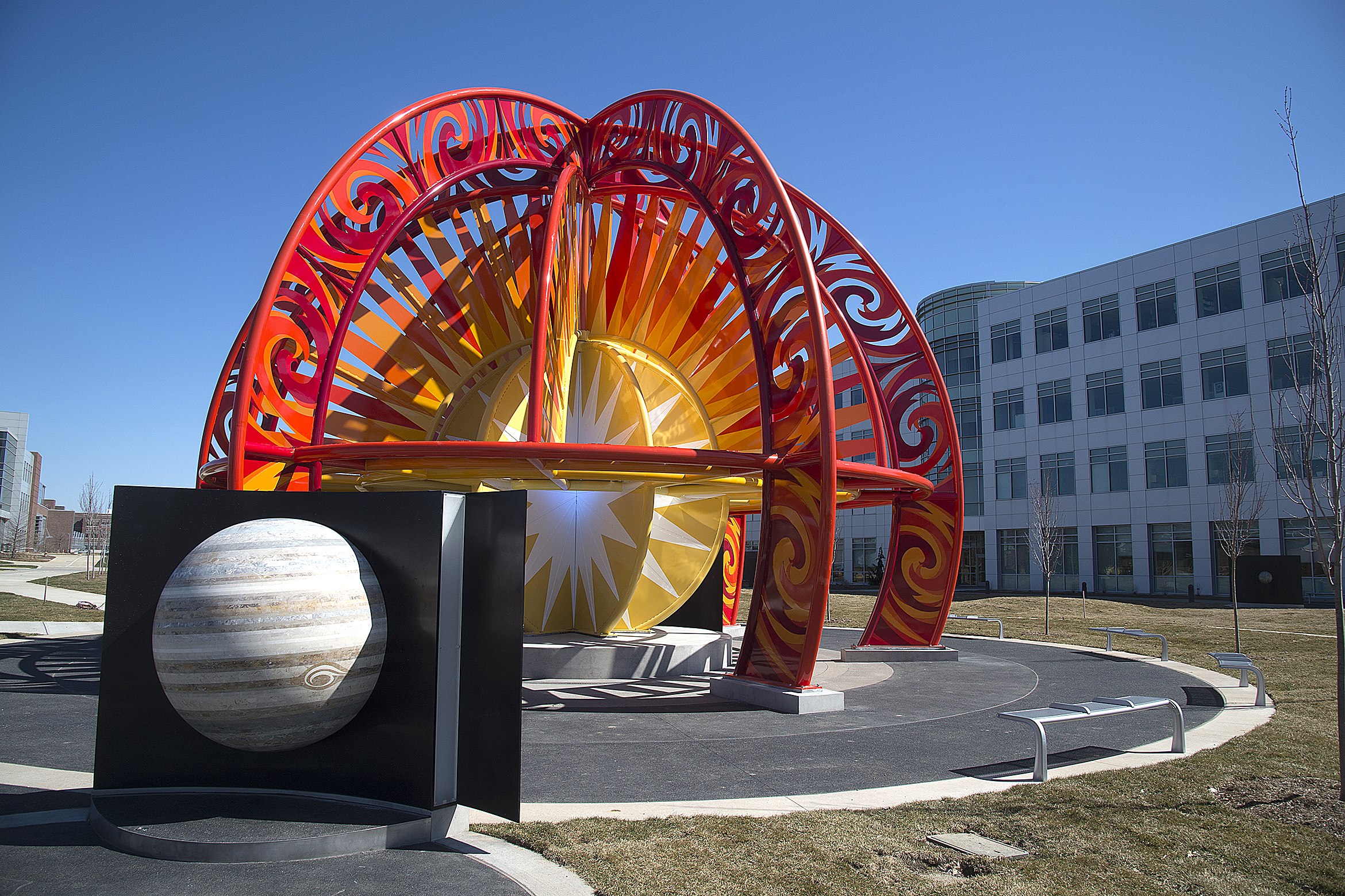
El VOSS Model, situado en la Universidad de Purdue es un modelo a escala del sistema solar, dedicado a Janice Voss

Janice Voss se graduó en la Minnechaug Regional High School en Wilbraham, Massachusetts, en 1972. Obtuvo una licenciatura en ingeniería de la Universidad de Purdue mientras trabajaba en una cooperativa en el Centro Espacial Johnson. Realizó un Master of Science en Ingeniería eléctrica y Ciencias de la Computación en el MIT en 1977. Después de estudiar física espacial en la Universidad de Rice de 1977 a 1978. También obtuvo un doctorado en aeronáutica en el MIT en 1987.
La Cygnus CRS Orb-2 se llama SS Janice Voss en honor a esta astronauta. El VOSS Model es un modelo a escala del sistema solar, dedicado a Janice Voss, ubicado en el Discovery Park de la Universidad Purdue en West Lafayette, Indiana.

## Carrera en la NASA
Fue cooperadora en el Centro Espacial Johnson de la NASA de 1973 a 1975. Durante ese tiempo, realizó simulaciones por computadora en la Dirección de Ingeniería y Desarrollo. En 1977, regresó al Centro Espacial Johnson y trabajó como entrenadora de la tripulación, enseñando orientación de entrada y navegación. Completó su doctorado en 1987 y aceptó un trabajo en la Orbital Sciences Corporation. Sus responsabilidades allí incluyeron la integración de misión y soporte de operaciones de vuelo para una etapa superior llamada Etapa de Órbita de Transferencia (TOS). Lanzó el Advanced Communications Technology Satellite (ACTS) desde el transbordador espacial en septiembre de 1993 y el Mars Observer desde un Titan in Fall en 1992.
Fue seleccionada por la NASA en enero de 1990, y se convirtió en astronauta en julio de 1991. Sus tareas técnicas incluyeron trabajo de Spacelab, trabajando para la Subdivisión de Desarrollo de Misión de la Oficina de Astronautas y asuntos de robótica para la Sucursal de Robótica. De octubre de 2004 a noviembre de 2007, fue asignada al Centro de Investigación Ames de la NASA, donde se desempeñó como directora científica de la nave espacial Kepler. El satélite Kepler viaja en una órbita heliocéntrica, de rastreo terrestre, en busca de planetas del tamaño de la Tierra alrededor de estrellas distantes.
Fue una veterana con cinco vuelos espaciales, y registró más de 49 días en el espacio, recorriendo 3.07 millones de kilómetros en 779 órbitas alrededor de la Tierra. Sirvió a bordo de las misiones STS-57 en 1993, la STS-63 en 1995, la STS-83 y STS-94 en 1997 y la STS-99 en 2000.

### Misiones
Su primera misión fue la STS-57, del 21 de junio al 1 de julio de 1993. Los puntos a destacar de esta misión incluyeron la recuperación de la empresa de transporte europeo (EURECA) con el brazo robótico de la lanzadera, una caminata espacial y el primer vuelo del módulo Spacelab.
Su segunda misión fue la STS-63, del 3 de febrero al 11 de febrero de 1995. En esta misión incluyeron el encuentro con la Estación Espacial Rusa Mir, el despliegue y la recuperación del Spartan 204 y el tercer vuelo de Spacelab.
También voló como comandante de carga útil en la STS-83, del 4 de abril al 8 de abril de 1997. La misión Spacelab del Laboratorio de Ciencia de Microgravedad fue interrumpida debido a problemas con una de las tres unidades de generación de energía de celda de combustible del transbordador. Toda la tripulación y la carga útil se reflejaron en la STS-94, realizada del 1 de julio al 17 de julio de 1997. Esta misión del Spacelab se centró en la investigación de materiales y ciencias de la combustión en microgravedad. Más recientemente, sirvió en STS-99, del 11 de febrero al 22 de febrero de 2000. Este fue un vuelo de 11 días, durante el cual la tripulación internacional a bordo del transbordador espacial Endeavour trabajó dos turnos para apoyar las operaciones de mapeo de radar. La misión Shuttle Radar Topography mapeó más de 7.56 millones de kilómetros cuadrados de la superficie terrestre de la Tierra.

Emblemas de las misiones
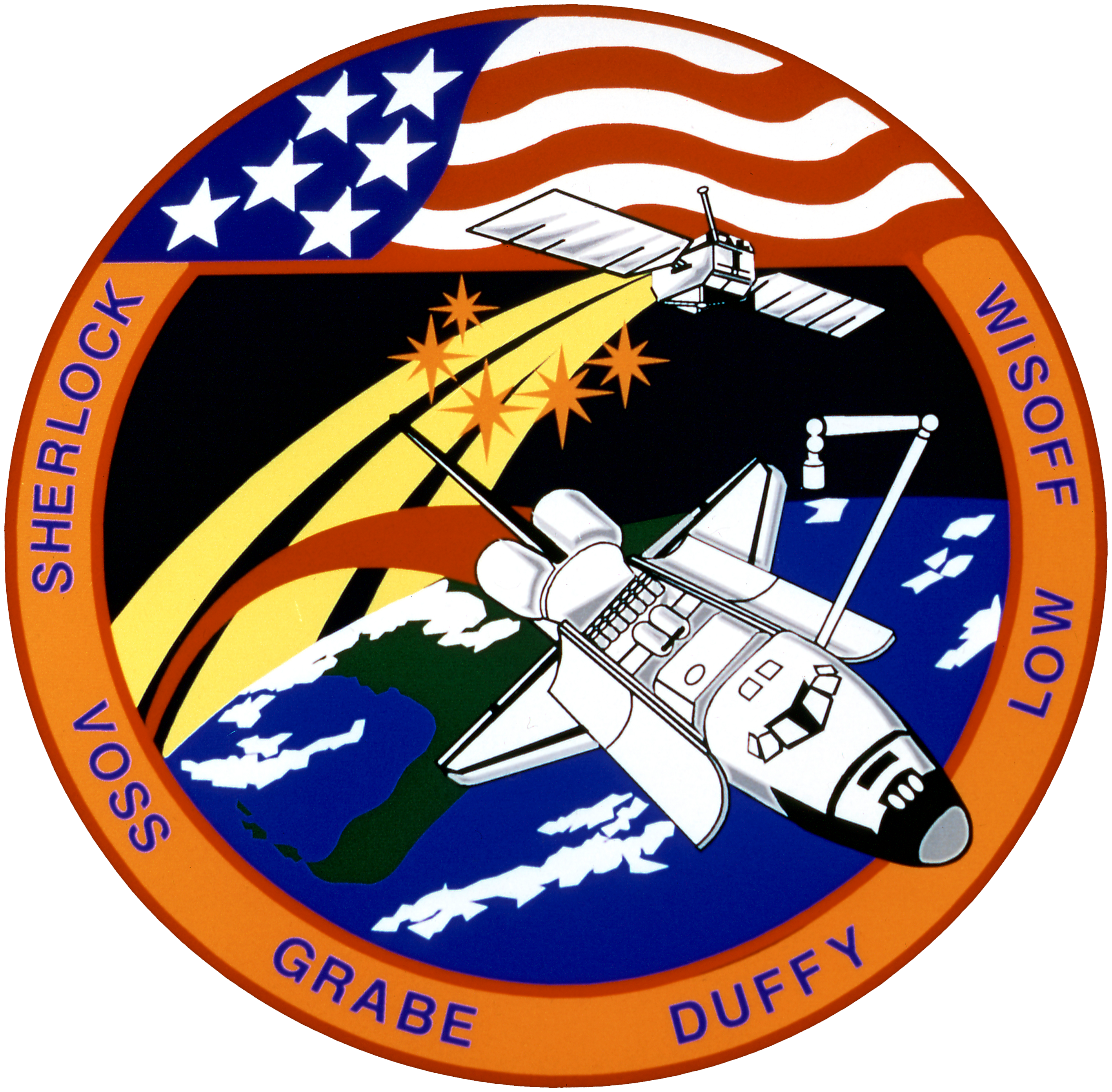
Misión STS-57
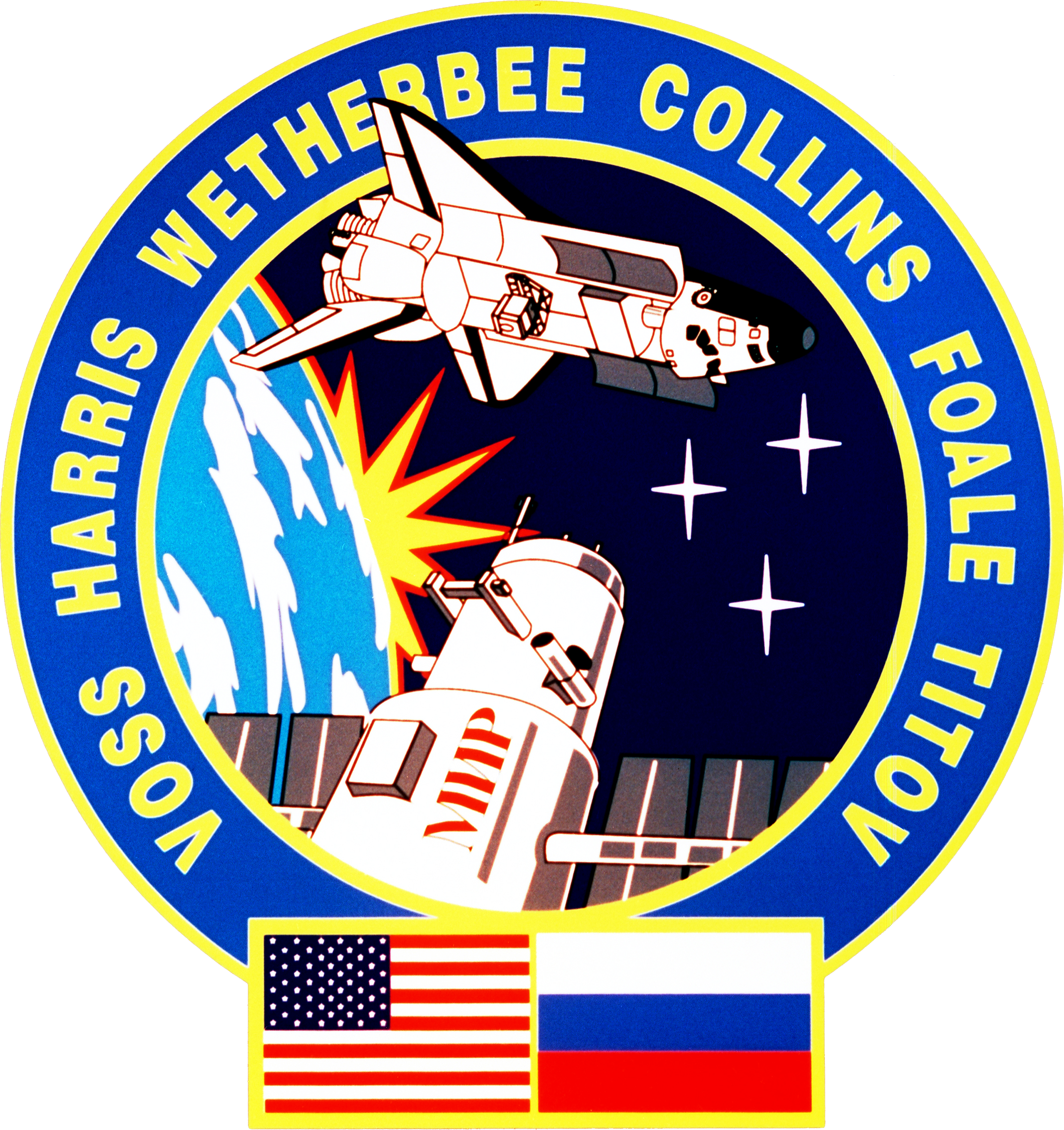
Misión STS-63
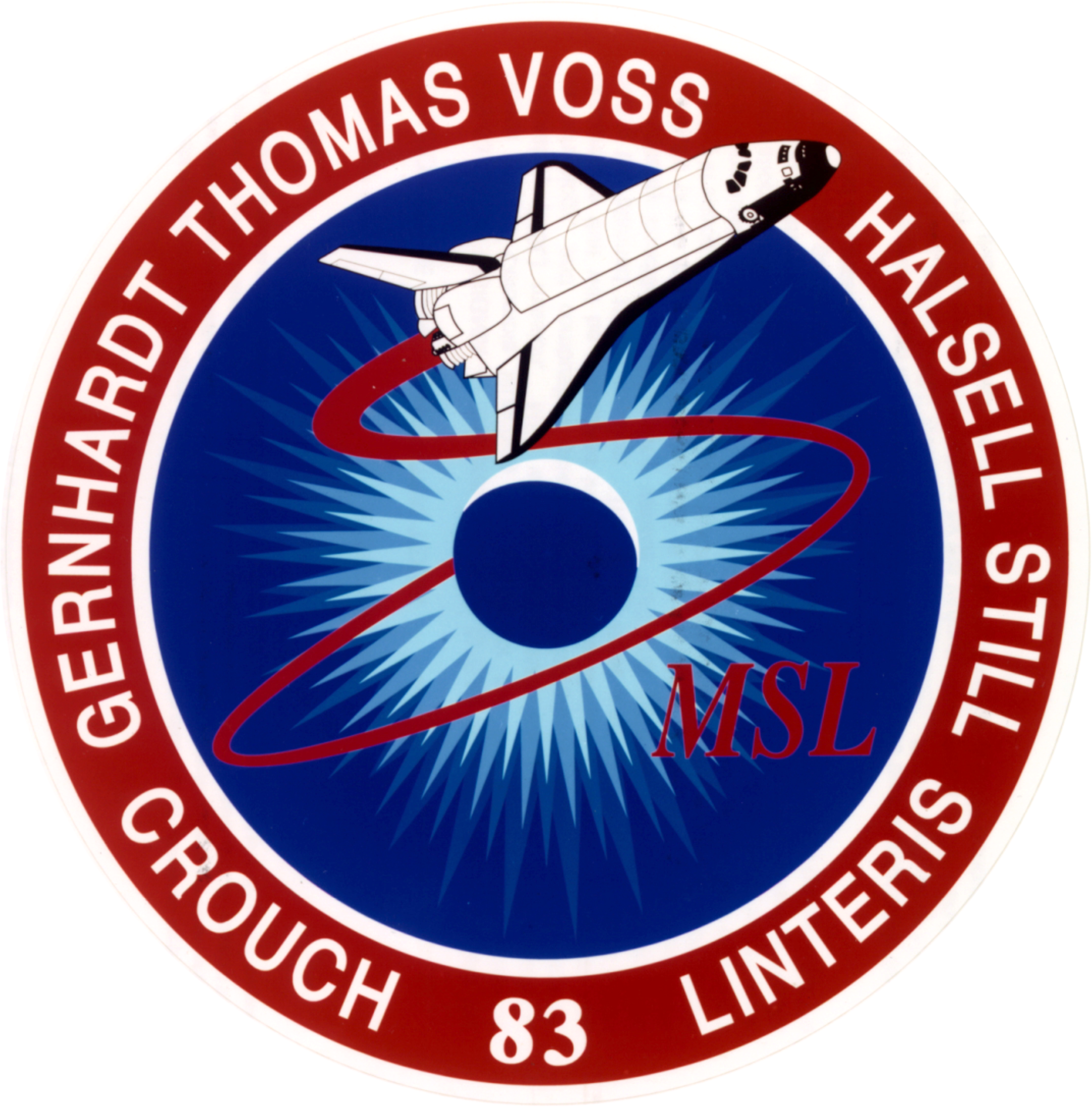
Misión STS-83
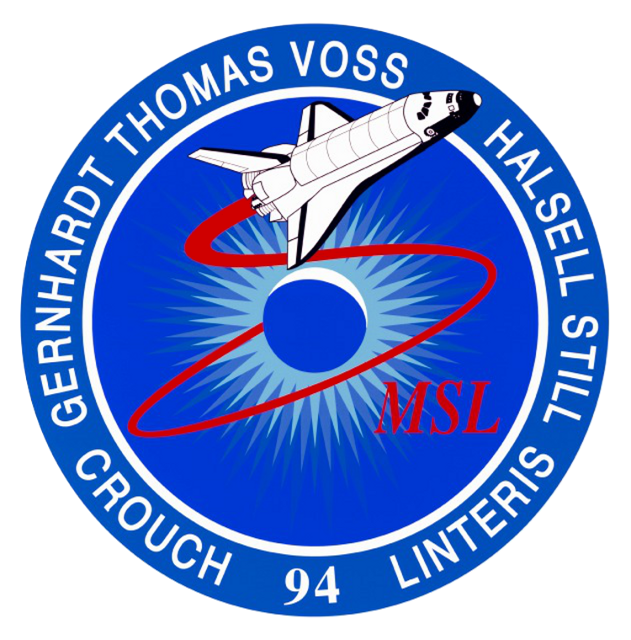
Misión STS-94
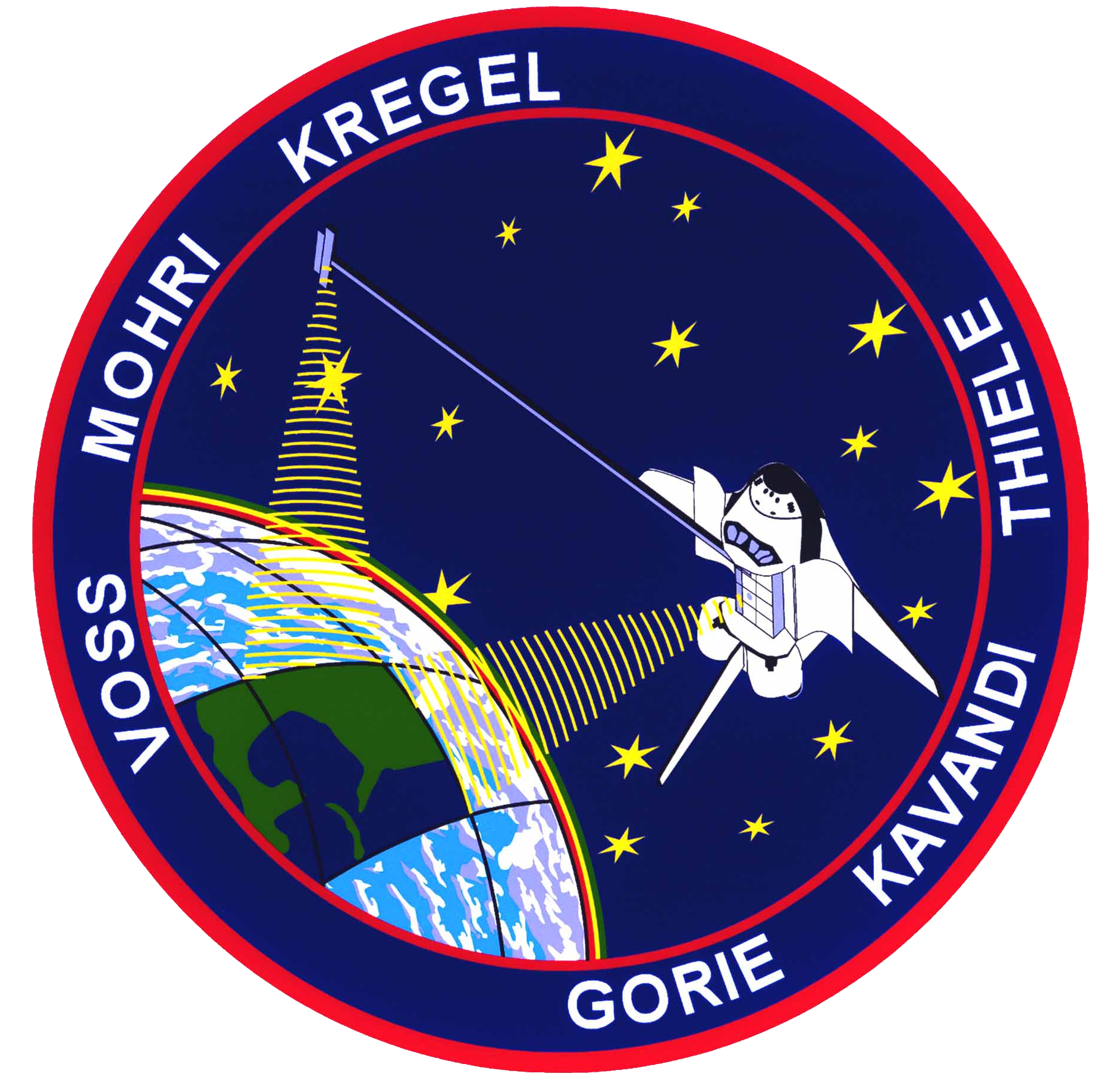
Misión STS-99